# Sonic Jump
Sonic Jump (яп. ソニックジャンプ, Соникку Дзямпу, англ: Сонік: Стрибок) — відеогра в жанрі платформер з серії Sonic the Hedgehog, випущена на мобільних телефонах у 2005 році і розповсюджувалася через сервіси Sonic Cafe і Sega Mobile. Пізніше гра була перенесена на пристрої з підтримкою операційних систем iOS і Android.
Геймплей Sonic Jump успадковує ігрову механіку старих ігор серії, випущених в 1990-ті роки, однак пересування по рівнях відбувається за допомогою вертикальної прокрутки, а ігровий персонаж самостійно стрибає по платформах. За сюжетом доктор Еґман викрав камені Смарагди Хаосу, щоб захопити з їх допомогою світ, і збудував сім роботів, які можуть перемогти їжака Соніка. Головний герой, разом зі своїми друзями, збирається зруйнувати підступні плани вченого.
Гра була розроблена студіями Sonic Team і Hardlight. Після виходу Sonic Jump була позитивно оцінена пресою і стала комерційно успішною. Журналісти хвалили платформер за графіку і звук, але критикували ігровий процес. У 2008 і 2014 роках відповідно вийшли продовження гри під назвами Sonic Jump 2 і Sonic Jump Fever.

## Ігровий процес

Їжак Сонік на рівні «Green Hill» (версія для Android). Ігровий процес схожий з класичними іграми Sonic the Hedgehog для консолі Mega Drive/Genesis, за винятком вертикальної побудови рівнів

Sonic Jump є платформер, виконаним у двовимірній графіці. Незадовго до початку подій гри доктор Еґман викрадає всі Смарагди Хаосу. Їжак Сонік знаходить лиходія і підірвавши його літаючий корабель, забирає в нього камені. Через деякий час вчений знову збирає всі Смарагди і оживляє сім роботів, які можуть перемогти головного героя. Їжак разом з друзями, лисеням Тейлзом і єхидною Наклзом, починає битися з Еґманом за дорогоцінні камені. У кінці гри головний герой успішно перемагає лиходія, після чого він повертається до себе додому разом із зібраними камінням і звільненими звірятками. Сам Еґман намагається полетіти на свою космічну базу, але внаслідок перегрівання свого літального апарата падає назад на планету, схожу на Землю.
Від гравця потрібно пройти від п'яти до семи рівнів (в залежності від версії гри), які називаються зонами («Green Hill», «Blue Sky», «Mechanical», «Mountain», «Jungle», «Cosmic» і «Bonus»), кожна з яких розділена на три акти (у римейку 2012 року на одинадцять) і заповнена різними ворогами-роботами — бадниками (англ. Badnik). На відміну від інших частин серії, в Sonic Jump переміщення по рівнях відбувається тільки за допомогою вертикального скролінгу, і отже персонажу необхідно стрибати по літаючих платформах або пружинам. В оригіналі пройдена відстань відображається на шкалі, розташованій в правій частині екрана, але в перевиданні 2012 року вона відсутня. Герой автоматично здійснює стрибки, а гравець лише контролює його рухи вліво і вправо. За вдале приземлення на платформу нараховуються додаткові очки. Під час проходження зони гравець збирає золоті кільця, що служать захистом від ворогів, і потрібні для отримання додаткових життів або Смарагд Хаосу, і для покупки бонусів в спеціальному магазині. Якщо персонажу буде завдано шкоди, то він втратить десять кілець, а при повній їх відсутності і невдалому нападі — може загинути; також герой втрачає життя після падіння у нижню межу гри. У такому разі проходження рівня починається або заново, або з контрольної точки. Крім того, на зонах розкидані кільця червоного кольору із зіркою (по три штуки на кожному акті) і численні бонуси, які зберігаються в спеціальних моніторах — наприклад, тимчасова невразливість або бомби для знищення противників. Для завершення проходження актів необхідно дістатися до найвищої межі рівня і торкнутися таблички з зображенням Еґмана; на останньому акті відбувається битва з босом — самим Еґманом. У залежності від витраченого часу на проходження рівня і зібраних червоних кілець, в кінці акта гравцеві присуджуються ранг (оцінка) і бонусні очки. Перевидання 2012 року містить два режими: «Story» і «Arcade». Перший включає в себе історію, а другий являє собою нескінченний етап, де метою гравця є набір найбільшої кількості очок до того моменту, як відбудеться загибель персонажа. При наявності інтернет-з'єднання в пристроях з операційними системами iOS і Android вся статистика відображається в онлайн таблиці рекордів.
У версії гри 2005 року гравець проходить рівні тільки Соніком, а римейк можна проходити лисом Тейлзом, кажаном Руж, єхидною Наклзом, їжачкою Емі Роуз, їжаком Сільвером і кішкою Блейз, вибравши певного персонажа в меню. Всі вищеназвані герої, крім Соніка, на початку гри недоступні, і щоб їх розблокувати, гравцеві потрібно виконати певні завдання (наприклад, пройти певну кількість актів). Кожен персонаж володіє своїми характеристиками. Тейлз, завдяки своїй здатності до польоту за допомогою двох хвостів, може контролювати свій спуск на платформу. Руж може затримати на короткий час свій стрибок. Наклз знищує ворогів важким ударом, Блейз — вогняними кулями, а Сільвер — захисним щитом після левітації. Незважаючи на різні особливості, всі персонажі (у тому числі Соник і Емі) вміють виконувати подвійний стрибок) і мають здатність прискорюватися, що дозволяє швидше пройти рівень. Останній прийом активізується за допомогою бонусу або телепортационного кільця, і доступний тільки протягом обмеженого часу. Під час прискорення персонаж може збирати сфери і кільця для отримання додаткових очок.

## Розробка і вихід гри
Оригінальна версія гри для мобільних телефонів була створена студіями Sonic Team і AirPlay. Більшість спрайтів персонажів і ворогів були взяті з гри Sonic Advance, а стилістика зон запозичена з перших частин франшизи, що виходили на консолі Mega Drive/Genesis. Музичний супровід було використано з Sonic Adventure 2. Мобільна версія Sonic Jump була видана в Японії в 2005 році, і поширювалася через сервіс цифрової дистрибуції Sonic Cafe. Через два роки оригінал також був випущений в Sega Mobile, цільовою аудиторією якого були користувачі з країн Північної Америки і Європи. Видавцем гри у всіх регіонах виступала компанія Sega.
У 2012 році студія Hardlight розробила ремейк Sonic Jump для мобільних пристроїв з підтримкою операційних систем iOS і Android. Дана версія гри має змінену графіку, додані два режими і спеціальний магазин для покупки різних бонусів. У якості ігрового персонажа, крім Соніка, стали доступні лисеня Тейлз і єхидна Наклза. 26 листопада 2012 року було випущено оновлення, яке додавало в гру новий рівень «Blue Sky», нового ігрового персонажа їжачку Емі Роуз, і режим «Global Challenge», у якому гравці повинні були досягти Місяця, щоб розблокувати ще одного персонажа — кішку Блейз. 19 грудня було випущено нове доповнення, що додає нові битви з босами, персонажів їжака Сільвера й кажана Руж і додаткові пристосування на рівнях, такі як діагональні пружини.

## Оцінки та відгуки
| Агрегатор    | Оцінка        |
| ------------ | ------------- |
| GameRankings | 72,90 % (iOS) |
| Metacritic   | 77/100 (iOS)  |

| Видання | Оцінка                   |
| ------- | ------------------------ |
| IGN     | 5/10 (моб.) 7,5/10 (iOS) |

Оригінальна версія Sonic Jump для мобільних телефонів була неоднозначно оцінена пресою. Журналісти хвалили гру за хорошу графіку і звук, але критикували ігровий процес. Леві Б'юкенен з IGN хоча й позитивно оцінив дизайн рівнів, який, на його думку, «вирізаний з тієї ж тканини», що й інші частини франшизи, але вважав геймплей нудним через одноманітне проходження. «Я розумію бажання Sega Mobile використовувати знайомого персонажа для продажу завантажуваного контенту, але другосортна гра шкодить бренду і робить ведмежу послугу відданим фанатам Соніка», — підсумовував рецензент. Представник сайту Modojo Роберт Фелкон писав у своєму огляді, що тільки молоді гравці і шанувальники серії зможуть по достоїнству оцінити Sonic Jump; у той же час, він підтримав думку Б'юкенена з приводу шкоди для серії виходу цього платформера. Стюарта Дреджа (Pocket Gamer) вразила задумка розробників створити гру про Соніка з вертикальною побудовою рівнів, але реалізація даного концепту через відсутність високої швидкості проходження його розчарувала.
На відміну від оригіналу, римейк 2012 року отримав від журналістів позитивні відгуки. За даними сайтів GameRankings і Metacritic, середні оцінки гри складають 72,90 % і 77 балів відповідно. На липень 2013 року гра для iOS і Android була завантажена більше восьми мільйонів разів. Деякі ресурси порівнювали Sonic Jump з грою Doodle Jump. Представник сайту Pocket Gamer Гаррі Слейтер заявив у своїй рецензії, що гра, завдяки відгукам і стилістиці, зможе «виділитися з натовпу» платформерів. Джастін Девіс (IGN) у своєму огляді писав, що хоч перші рівні можуть здатися гравцям безглуздими з причини їх легкості проходження, але поступово Sonic Jump переходить до більш швидкого темпу. Картер Дотсон (148Apps) позитивно відгукнувся про платформер, але його не вразили зони внаслідок приватного використання «Green Hill» та локації з тематикою джунглів. Критик рекомендував розробникам створити нові версії рівнів, заснованих на інших частинах серії (наприклад, взяти за основу «Aquatic Ruin» із Sonic the Hedgehog 2). Девіс і представник інтернет-порталу Gaming Illustrated Міранда Віссер у своїх оглядах зачепили тему ціни, за якою продається платформер в сервісах цифрової дистрибуції. Обидва критика порахували ціну 1,99$ за Sonic Jump занадто заниженою. «Sega не могла втриматися і зайшла далеко з купівлею програми», — писав журналіст IGN. Друга рецензентка порекомендувала шанувальникам серії почекати зниження ціни на продукт до 0,99$.

### Вплив
20 травня 2008 року Sonic Team видала для мобільних телефонів сиквел під назвою Sonic Jump 2. Крім назви та титульного екрану, ігровий процес і рівні геть ідентичні попереднику. Крім цього, після виходу римейку в 2014 році відбувся вихід продовження Sonic Jump Fever, яке було розроблено студією Hardlight для платформ із системами iOS і Android. Платформер поширюється по моделі free-to-play. Основи ігрового процесу аналогічні попереднику, однак було додано декілька нововведень (наприклад, мініігри з пошуком вихованців чао).
У 5-му випуску журналу Sonic Super Digest видавництва Archie Comics була опублікована комікс-адаптація Sonic Jump.